# Jens Meier-Hedde
Jens Meier-Hedde (* 2. Dezember 1942 in Hamburg; † 15. Mai 2019 in Bremen) war ein deutscher Jurist, Reeder sowie Politiker (CDU) und Mitglied der Bremischen Bürgerschaft. 

## Biografie

### Familie, Ausbildung, Beruf
Meier-Hedde war der Sohn des Reeders Ernst Meier-Hedde (1913–1994), der mit Anderen 1950 die Schlüssel Reederei in Bremen gegründet hatte. Er studierte nach dem Abitur Rechtswissenschaften und promovierte zum Dr. jur. Zunächst war er als Geschäftsführer der SR Containerschiffs-Verwaltungsgesellschaft und Geschäftsführer weiterer Verwaltungsschifffahrtsgesellschaften tätig.
1982 wurde er geschäftsführender Mitinhaber der Schlüssel Reederei und Mitinhaber der Reederei Harmstorf, die sein Bruder fuehrte. Er gründete 1992/93 zu gleichen Teilen mit Harro G. Kniffka als gleichberechtigte Geschäftsführer die Hansa Mare Reederei (Bremen). Die Bereederung der Schiffe der Hanse Mare Reederei erfolgte durch die Schlüssel Reederei. Von 1993 bis um 2000 brachte das Unternehmen seine Flotte auf eine Größe von zwanzig Schiffen. Meier-Hedde war bis 2008 Geschäftsführer der Hansa Mare Reederei, die ab 2015 auch ein Familienmitglied führt.
Meier-Hedde war verheiratet und hatte mehrere Kinder. Er wurde auf dem Riensberger Friedhof bestattet.

### Politik
Meier-Hedde war Mitglied der CDU. Von 1991 bis 1997 war er Mitglied der 13. und 14. Bremischen Bürgerschaft sowie Mitglied verschiedener Deputationen, u. a. für Wirtschaft (zeitweise Sprecher) und für Häfen sowie im Haushaltsausschuss. Ihm folgte nach seinem vorzeitigen berufsbedingten Ausscheiden im Mai 1997 Almut Haker (CDU).

### Weitere Mitgliedschaften
Er war Mitglied im Haus Seefahrt (Bremen) und 2013/14 deren Verwaltender Vorsteher. Er war 2013 Schaffer und Ausrichter der Schaffermahlzeit und vertrat die Nichtaufnahme von Frauen bei dem Fest auf Grund alter Traditionen. Eine Demonstration von 500 Bremerinnen auf dem Bremer Marktplatz vor dem Schütting der Handelskammer Bremen war die Folge. 2019 beschloss Haus Seefahrt, die Schaffermahlzeit für Frauen zu öffnen.